# کوتس میلز
کوتس میلز (به انگلیسی: Coates Mills) یک منطقهٔ مسکونی در کانادا است که در شهرستان کنت, نیوبرانزویک واقع شده‌است.